# Nura-Ischim-Kanal
Der Nura-Ischim-Kanal (russisch Канал Нура — Ишим, kasachisch Нұра-Есіл каналы, Nura-Esil kanalı) liegt in Kasachstan im Süden der schnell wachsenden Landeshauptstadt Astana. Er verbindet die Flüsse Nura und Ischim.
Der in Sowjetzeiten errichtete Kanal wurde bis 2012 saniert, um die Wasserversorgung für die Industrie und für die lokale Fischzucht (Karpfen) zu gewährleisten, nachdem die Versorgung aus Astanas Reservoirs am Ischim nicht mehr ausreichend war. Das Projekt kostete mehr als 4,7 Mrd. Tenge (damals gut 25 Mio. Euro).
Der rekonstruierte Kanal ist 24,77 km lang, drei Meter breit und durchschnittlich vier Meter tief. Seine Wasserführung wird durch ein Wehr an der Nura (Kanalanfang 50° 54′ 55″ N, 71° 20′ 1″ O) reguliert; im Sommer werden 12,3 m³/s, im Winter 3,9 m³/s aus der am Wehr durchschnittlich ca. 51 m³/s Wasser führenden Nura in den Ischim (Kanalende 51° 5′ 55″ N, 71° 28′ 16″ O) übergeleitet, der selber an dieser Stelle nur 13,5 m²/s Wasser führt und ohne die Einleitungen aus dem Irtysch-Karaganda-Kanal gar nur 5,6 m³/s führen würde.